# Hobbit: Niezwykła podróż
Hobbit: Niezwykła podróż (ang. The Hobbit: An Unexpected Journey) – pierwszy film z trylogii Hobbit w reżyserii Petera Jacksona. Światowa premiera filmu odbyła się 13 grudnia 2012. Film jest adaptacją powieści J.R.R. Tolkiena Hobbit, czyli tam i z powrotem. Kręcono go w plenerach Nowej Zelandii. Bezpośrednim sequelem filmu jest Hobbit: Pustkowie Smauga. Trylogia Hobbita jest prequelem do trylogii Władcy Pierścieni, wyreżyserowanej również przez Jacksona.
Fabuła Hobbita przedstawia historię 60 lat przed głównymi wydarzeniami w ekranizacji Władcy Pierścieni. Niezwykła Podróż opowiada o hobbicie Bilbo Bagginsie, który wyrusza wraz z czarodziejem Gandalfem i trzynastoma krasnoludami w podróż do Samotnej Góry w celu pokonania smoka Smauga.
Światowa premiera filmu miała miejsce 13 grudnia 2012 roku. W Polsce premiera filmu odbyła się 28 grudnia 2012 roku.
Na DVD, Blu-ray i Blu-ray 3D w Polsce film ukazał się 9 kwietnia 2013 roku, dystrybuowany przez Galapagos Films.
Serwis Rotten Tomatoes przyznał mu wynik 64%.

## Fabuła
Bilbo Baggins to 50-letni mieszkaniec Shire’u. Jak wszyscy hobbici, stroni od przygód i niebezpieczeństw, i stara się prowadzić spokojny, bezpieczny żywot. Pewnego wiosennego poranka składa mu wizytę czarodziej Gandalf Szary. Proponuje on hobbitowi udział w pewnej przygodzie, nie tłumacząc, o co chodzi. Bilbo kategorycznie odmawia, mimo to jednak wieczorem czarodziej ponownie odwiedza jego dom, wraz z kompanią 13 krasnoludów pod przywództwem Thorina Dębowej Tarczy. Okazuje się, że przygoda, o której mówił Gandalf, to podróż do Ereboru w celu zabicia smoka Smauga i odzyskania skradzionych przez niego skarbów. Hobbit ostatecznie zgadza się towarzyszyć krasnoludom w ich misji, toteż kompania wyrusza z Shire’u, opuszczając tym samym bezpieczne ziemie hobbitów. Już na początku podróży czeka ich wiele niebezpieczeństw, od których wytchnienie przyniesie dopiero pobyt w dolinie Rivendell. Stamtąd kompania ruszy na spotkanie z niebezpiecznymi Górami Mglistymi.

## Obsada
| Rola | Aktor            | Polski dubbing         |
| --- | ---------------- | ---------------------- |
| Bilbo Baggins | Martin Freeman   | Waldemar Barwiński     |
| Gandalf Szary | Ian McKellen     | Wiktor Zborowski       |
| Thorin II Dębowa Tarcza | Richard Armitage | Szymon Kuśmider        |
| Radagast Bury | Sylvester McCoy  | Wiesław Komasa         |
| Elrond | Hugo Weaving     | Adam Bauman            |
| Galadriela | Cate Blanchett   | Danuta Stenka          |
| Saruman Biały | Christopher Lee  | Aleksander Bednarz     |
| Gollum | Andy Serkis      | Borys Szyc             |
| Stary Bilbo Baggins | Ian Holm         | Kazimierz Kaczor       |
| Frodo Baggins | Elijah Wood      | Józef Pawłowski        |
| Balin | Ken Stott        | Zdzisław Wardejn       |
| Dwalin | Graham McTavish  | Jan Janga-Tomaszewski  |
| Kíli | Aidan Turner     | Marcin Przybylski      |
| Fíli | Dean O’Gorman    | Paweł Ciołkosz         |
| Dori | Mark Hadlow      | Andrzej Szopa          |
| Nori | Jed Brophy       | Piotr Bajor            |
| Ori | Adam Brown       | Rafał Fudalej          |
| Óin | John Callen      | Marek Frąckowiak       |
| Glóin | Peter Hambleton  | Leon Charewicz         |
| Bofur | James Nesbitt    | Krzysztof Banaszyk     |
| Bifur | William Kircher  | –                      |
| Bombur | Stephen Hunter   |                        |
| Troll Tom | William Kircher  | Miłogost Reczek        |
| Troll William | Peter Hambleton  | Artur Dziurman         |
| Troll Bert | Mark Hadlow      | Mirosław Zbrojewicz    |
| Wielki Goblin | Barry Humphries  | Michał Piela           |
| Lindir | Bret McKenzie    | Leszek Zduń            |
| Grinnah | Stephen Ure      | Krzysztof Szczerbiński |
| Wersja polska: Studio Sonica Reżyseria: Piotr Kozłowski Tłumaczenie i dialogi polskie: Michał Wojnarowski Dźwięk i montaż: Agnieszka Stankowska Zgranie: Mafilm Audio w Budapeszcie Nagranie i montaż piosenek: Maciej Sapiński Organizacja produkcji: Agnieszka Kudelska |                  |                        |